# Nizozemska osamosvojitvena vojna (1621–1648)
Nizozemska osamosvojitvena vojna (1621–1648) je bojevanje med Španijo in Republiko Nizozemsko, ki se je po koncu dvanajstletnega premirja (1609-1621) nadaljevalo in je časovno sovpadalo s tridesetletno vojno (1618 - 1648) v Evropi. Republika Nizozemska je v tem času razširila svoje ozemlje približno na velikost današnje Nizozemske in po osemdesetih letih bojevanja (1568-1648) z vestfalskim mirom tudi formalno dosegala priznanje neodvisnosti od Španije in ločitev od Svetega rimskega cesarstva.

## Uvod
Prvi del nizozemske osamosvojitvene vojne (1568-1609) ni ustvarila razmer, ki bi omogočile sklenitev mirovne pogodbe. A bojujoči se strani sta bili tako naveličani vojne, da sta se dogovorili za dvanajst let miru.
Med dvanajstletnim premirjem (1609-1621) se je gospodarstvo Republike Nizozemske zelo okrepilo, tudi na račun sosednje španske Nizozemske in Španije same. Pomorska blokada Antwerpna je postavila v središče evropske trgovine Amsterdam, ki je obvladoval trgovske poti med Baltikom, srednjo Evropo in Sredozemljem. Velik izvoz je vzpodbudil domačo proizvodnjo in poljedelstvo. Močna vojna mornarica, ki jo je Republika pospešeno gradila, je postala prevladujoča sila na velikih morjih, ki je nizozemskim trgovcem odprla pot v kolonije. Uspešno so izpodrivali portugalske in španske interese v Indiji in južni Ameriki. Vlada novega španskega (in portugalskega) kralja, šestnajstletnega Filipa IV., ki je ravnokar nasledil očeta, je ocenila, da je premirje Republiki že preveč koristilo, in je za sklenitev miru postavila nesprejemljive pogoje.
Tudi na strani Republike ni bilo interesa za nadaljevanje miru. Leta 1618 padel Oldenbarneveltov režim, ki je, s podpiranjem interesov trgovine in podjetništva, tolerance in miru, ustvaril tedanjo nizozemsko blagostanje. Oldenbarnevelt je vladal z vplivom gospodarsko daleč najmočnejša province Holandije, katere skupščina pa je postala zaradi notranjih nesoglasij neodločna. Politično je prevladal nasprotni pol, stranka pristašev Oranskih, ki so jo podpirali nižji, preprostejši sloji prebivalstva in ki se je zavzemala za bolj centralizirano in militantno oblast pod vodstvom Mavricija Oranskega, stadhoulderja in vojaškega poveljnika. Ta je ob socialnih in verskih nemirih v družbi, ki so prerasli v oborožene obračune, dobil priložnost, da je z vojsko posredoval in spravil na važna mesta v upravah mest svoje ljudi in vpeljal oblast, ki se je ravnala po njegovih navodilih. Ta oblast je bila nesamostojna, čakala je na odločitve Mavricija, ki se ni mogel posvečati podrobnostim upravljanja in posledica je bila pešanje gospodarstva in zviševanje davkov.
Od leta 1618 je bilo torej več ali manj jasno, da bo Republika nadaljevala vojno, še posebej ker je Mavricij v tridesetletni vojni spodbujal ter finančno in vojaško podpiral protestante. Kljub temu je v začetku skrival svoje namene in celo vzpodbudil pogajanja o miru v Haagu. Ko so ta hitro propadla, se je sam tajno pogajal naprej. Bil je pripravljen sprejeti mir, ki bi formaliziral obstoječe stanje. A Španci so v zameno za sklenitev mirovne pogodbe zahtevali evakuacijo Nizozemcev iz vzhodne in zahodne Indije, ukinitev pomorske blokade Antwerpna in dopustitev katoliškega bogoslužja v Republiki. Pogoji obeh strani so bili postavljeni tako, da za nasprotno stran niso bili sprejemljivi, in premirje se je izteklo brez dogovora o podaljšanju.

## Nadaljevanje vojne
Španci so takoj po prenehanju premirja v aprilu 1621 izgnali nizozemske ladje iz španskih pristanišč in obnovili strogi embargo izpred leta 1609. Španski vojskovodja Ambrogio Spinola je, potem ko je obnovil in povečal špansko vojsko v Flandriji na 60.000 mož (Mavricij je imel za obrambo vseh utrdb na razpolago 48.000 mož), začel vrsto napadov. Februaruja 1622 je po petmesečnem obleganju zavzel trdnjavo Jülich blizu Kölna in s tem prekinil Nizozemcem rečno povezavo s Palatinatom (akcija je bila usklajena z osvajanjem Palatinata v tridesetletni vojni). Potem je prestavil vojsko na zahod, zavzel trdnjavo Steenbergen in začel oblegati pomembno trdnjavo Bergen-op-Zoom ob ustju reke Šelde. Vendar je moral obleganje po nekaj mesecih opustiti zaradi bolezni v vojski in dezerterstva. Izkušnja je vplivala na spremembo v španski taktiki bojevanja. Odtlej so vojaške akcije zmanjšali in so se preusmerili predvsem v ekonomsko vojskovanje.
Španska mornarica je začela napadati nizozemske trgovske ladje v Gibraltarju, tako da so morale pluti v varovanih konvojih, kar je, skupaj z visokimi zavarovalninami, dražilo trgovino. Napadali so nizozemske ribiče (tudi z najemanjem privatnih gusarjev, ki so imeli bazo na fladrijski obali, ki je Nizozemcem ni uspelo nepropustno blokirati) v Severnem morju in jim uničevali ladje. Španski embargo na sol, ki je prihajala iz portugalskih Karibov, je onemogočal izvoz nizozemskih lososov. Nizozemci so se skušali izogibati embargu tako, da so za prepovedani tovor najemali angleške in hanseatske ladje. Ker je velikokrat embargo bojkotirala tudi španska stran, ki je tudi trpela škodo (v španskem Neaplju je npr. izbruhnila lakota, ko ni bilo žita s severa), je španska vlada uvedli kontrolo prometa celo v nevtralnih pristaniščih.
Avgusta 1623 je v tridesetletni vojni protestantska vojska, ki jo je najela Republika, izgubila bitko pri Stadtlohnu. To je ogrozilo že zastarelo obrambno linijo trdnjav na reki IJssel. Vendar Spinola ni izkoristil ugodne prilike za napad z vzhoda in se je zadovoljil z obleganjem mesta Breda, ki ga je začel oblegati avgusta 1624 in mesto zavzel junija 1625. (Breda je bila zemljiška posest Oranskih in je imela v nizozemskem uporu poleg močnega strateškega tudi statusni pomen.)

## Nastop Friderika Henrika
Maja 1625 je Mavricij umrl. Nasledil ga je njegov polbrat Friderik Henrik, najprej kot vojaški poveljnik in potem tudi kot stadhoulder v Holandiji, Zelandiji, Utrechtu, Gelderlandu in Overijssel. Bil je močna osebnost, naklonjen zmernejši, nadstrankarski politiki in ta je kmalu prevladala in prinesla deželi več strpnosti in politične stabilnosti. Skupščina je odobrila več denarja za vojsko, kar je omogočilo novemu stadhoulderju v Friziji in Groningenu Ernstu Casimirju (rodbina Nassau-Dietz), da je ponovno zavzel Oldenzaal in prisilil Špance da so zapustili Overijssel.
Leta 1625 se je Republiki kot zaveznica priključila Anglija. Leta 1627 je Friderik Henrik zavzel Groll in izgnal Špance iz vzhodnega Gelderlanda. Veliko izboljšanje finančnega stanja Republike je prineslo (in istočasno oslabilo španskega) zajetje dela španske zakladne flote leta 1628 ob kubanski obali, ki je prineslo plen vreden 11 milijonov guldnov. Odločilno pa se je spremenilo razmerje vojaških moči leta 1628, ko se je Španija spustila v vojno za nasledstvo v Mantovi (1628-31). Leta 1629 je štela vojska Republike že 77.000 mož, španska vojska v Flandriji pa le pol toliko.

## Prodor proti jugu
Med tem so v letu 1626 cesarsko-katoliške čete zavzele severno Nemčijo, ki je dotlej ločevala Nizozemsko od bojišč tridesetletne vojne. Kljub temu je Friderik Henrik z 28.000 vojaki začel oblegati strateško važno trdnjavo 's-Hertogenbosch. Španski zavezniki so tedaj z vzhoda vdrli v Republiko, predrli obrambno linijo na reki IJssel in prodrli globoko na ozemlje Republike vse do mesta Amersfoort in ga začeli oblegati. V njegovi obrambi so se združile vojaške posadke in civilne milice širokega sosednjega območja, tako da je Friderik Henrik lahko nadaljeval z obleganjem 's-Hertogenboscha in celo istočasno zavzel osrednje špansko oskrbovalno središče, trdnjavo Wesel na Renu. S tem je presekal oskrbo cesarsko-katoliške vojske in jo prisilil k umiku. 
V septembru 1629 je padel 's-Hertogenbosch, ki je slovel kot neosvojljiva trdnjava, kar je v Evropi močno dvignilo ugled nizozemske vojaške moči. Španski kralj Filip IV. je ponudil mir brez pogojev. Frizija, Groningen in Zelandija so odklonili ponudbo, Holandija je bila neenotna (radikalni kalvinisti v Holandiji so zahtevali zavzetje večjega dela Španske Nizozemske) in Republika se na ponudbo ni odzvala. Vmes je poskušal Friderik Henrik prodreti vse do Dunkirka, a mu podvig ni uspel, ker so se mu (enako kot Mavriciju leta 1600) za hrbtom pojavili Španci.
Začetkom leta 1632 je skupščina Republike razglasila, da bo na ozemljih, zavzetih to leto, katoliško bogoslužje dovoljeno, če bodo prebivalci pri osvajanjih pomagali. Prebivalci so se presenetljivo dobro odzvali, in Friderik Henrik je s 30.000 vojaki vdrl v dolino reke Maas in na hitro zavzel mesta Veno, Roemond, Sittard in po mesec in pol trajajočem obleganju tudi Maastricht. Držal se je obljube in ni nadlegoval katoliških cerkva in duhovščine. Španska prestolonaslednica Izabela, kraljeva namestnica v španski Nizozemski, je ob tej priliki prvič sklicala skupščino deželnih stanov, ki so se želeli pogajati o pogojih za ohranitev integritete španske Nizozemske (ali Južne Nizozemske). Vendar je španski kralj razumel pogajanja kot kršitev kraljevih pooblastil in jih ni priznaval. Tudi na strani Republike se je pojavilo polno nesoglasij, tako da so bili pogovori decembra 1633 prekinjeni.

## Zveza s Francozi
Med tem se je, ob denarni podpori Francije in Republike, v tridesetletno vojno vključila Švedska in z izpopolnjeno nizozemsko vojaško taktiko dosegala nekaj časa uspehe. Po smrti švedskega kralja Gustava II. Adolfa pa se je vnema Švedov zmanjšala. Vojna sreča se je obrnila in septembra 1634 je cesarska vojska premagala Švede pri Nördlingenu. V njenih vrstah se je bojeval tudi španski prestolonaslednik Ferdinand Avstrijski, ki je od Nördlingena napredoval do Bruslja, kjer je kot kraljevi namestnik v španski Nizozemski nasledil ravnokar umrlo Izabelo. S prihodom njegove vojske se je ogroženost Republike močno povečala. Aktualna je postala ponudba Francije za sklenitev napadalne zveze proti Španiji. Kot navadno, je trgovski Amsterdam načrtom nasprotoval, zato se je Friderik Henrik politično približal radikalnejšim kalvinistom, ki so podpirali zvezo. Ta politični premik je diplomatske in vojaške zadeve vse bolj potiskal v roke zaupnih krogov, kar je odpiralo vrata tajni diplomaciji in korupciji.
Sporazum, sklenjen v Parizu februarja 1635, je Republiko zavezoval, da istočasno s Francijo napade Južno Nizozemsko. Dogovorjena je bila delitev Južne Nizozemske, katoličane bi morali pustiti pri miru. Tako v Republiki s sporazumom niso bili zadovoljni niti pristaši zmerne niti radikalne strani.
Bojni načrt napadalcem ni uspel. Ferdinand Avstrijski je Francoze zadržal na liniji obrambnih utrdb, svoje napadalne sile pa so usmerili v Republiko in ponovno osvojil ozemlja, ki so jih Španci pred kratkim izgubili. V juliju je iz Gelderlanda zavzel strateško pomembno trdnjavo Schenkenschans, ki je dominirala na otoku na Renu nad rečno potjo v srce Republike. Sosednji Cleves so zavzele cesarsko-katoliške čete. Friderik Henrik je le z veliko muko in premočno vojsko po devetmesečnem obleganju aprila 1636 Schenkenschans ponovno osvojil.
V naslednjem letu je izbruhnila vojna med Španijo in Francijo. Ferdinand Avstrijski je težišče svojega delovanja prestavil na francosko fronto, kar je Frideriku Henriku omogočilo, da je ponovno osvojil Bredo (že četrto obleganje Brede, julij - oktober 1637). Ob zmanjšanju vojne nevarnosti je zmerni strani v Republiki uspelo zmanjšati izdatke za vojsko, s čemer so se zmanjšali tudi vojaški uspehi. V juniju 1638 je Friderik Henrik pripravljal napad na Antwerpen, pri čemer je njegovo vojsko pri trdnjavi Kallo na nasipih ob reki Šeldi presenetil Ferdinand Avstrijski in ji zadal enega najhujših porazov, v katerem je utrpela velike človeške in materialne izgube. Republika se je oddolžila v oktobru 1639, ko je njena mornarica pri Downu ob vzhodni obali Essexa uničila špansko floto, ki je iz Italije vozila v Flandrijo armado 20.000 vojakov.
Leta 1640 je pri neuspešnem obleganju trdnjave Holst padel Hendrik Casimir I., sin Ernsta Casimirja, stadhoulder v Friziji in Gronongenu. Friderik Henrik je z intrigo prevzel njegov položaj stadhouldeja v Friziji, Casimirjevemu sinu Willemu Frederiku pa je pustil samo položaj stadhoulderja v Groningenu. Odtlej je bil Friderik Henrik stadhoulder v kar šestih provincah.
V tridesetih letih 16. stoletja se je gospodarski položaj Republike močno okrepil. Leta 1629 se je nehala španska rečna blokada, konec poljsko-švedske vojne (1626-29) je spet omogočil trgovino po Baltiku. Izbruh špansko-francoske vojne 1635 je izvozu iz Španske Nizozemske zaprl špansko pot skozi Francijo, kar je prisililo flandrijske trgovce, da so amsterdamskim prevoznikom plačevali visoke prevozne tarife. Velike potrebe vojsk, ki so se borile v tridesetletni vojni, so pospešile razcvet gospodarstva v Republiki in kolonijah nizozemske vzhodno in zahodnoindijske družbe. V Republiki se je spet okrepila zmerna, v gospodarstvo usmerjena politična stran in začela omejevati sredstva namenjena vojski, zlasti ker se je vojaška ogroženosti Republike zmanjšala in ker velika vojska 70.000 mož ni beležila posebnih uspehov (leta 1641 je zavzela samo Gennep na vzhodni meji). Začela so se prizadevanja za sklenitev miru.

## Mirovna pogajanja
Leta 1640 si je tudi Španija, to pot oslabljena zaradi uporov na Portugalskem in Kataloniji, začela prizadevati za mir. Mirovna pogajanja so začela teči v Münstru leta 1641. Friderik Henrik jih je dolgo zaviral, ker je vojno stanje krepilo njegov položaj. Med pogajanji je leta 1644 je zavzel še Sas Van Gent in Hulst južno od ustja reke Šelde, ki sta postala Zelandska Flandrija. Marca 1647 je umrl. Nasledil ga je sin Viljem II.
Mirovna pogodba med Španijo in Republiko je bila končno ratificirana 15. maja 1648. Španija je Republiki priznala neodvisnost in večino vojaških osvojitev v Evropi in kolonijah. Mirovna pogodba spada v sklop vestfalskega miru, ki Republike Nizozemske ne obravnava kot del Svetega rimskega cesarstva. 